# Songs in the Key of Springfield
Songs in the Key of Springfield är ett soundtrack med The Simpsons, som samlar många av de sånger som var med i serien Simpsons. Albumet släpptes i USA den 18 mars 1997, och i Storbritannien den 30 juni 1997. Det här var det andra albumet som släpptes i samband med programmet Simpsons, dock innehöll föregångaren, The Simpsons Sing the Blues, originalinspelningar istället för sånger som redan använts i serien, som är fallet med detta album.
Albumet följdes av The Yellow Album - det andra albumet med originalsånger - och nyligen av tre ytterligare soundtrackalbum: Go Simpsons with The Simpsons och Testify från serien, och The Simpsons Movie: The Music från The Simpsons: Filmen.

## Listframgångarna
Jämfört med det förra albumet med The Simpsons, The Simpsons Sing the Blues, gick det inte särskilt bra för Songs in the Key of Springfield. På Storbritanniens albumlista nådde det som bäst en artonde placering, och det är även hittills sista gången som ett album med The Simpsons kommit in på den listan. 
I USA gick det ännu sämre, där det nådde #103 på Billboard 200. Dock fick det en liten upprättelse när det nådde #1 på Billboard's Top Kid Audio-listan.
Albumet kom inte heller in på den svenska albumlistan.

## Musiken
Den första sången, som är en förlängd version av seriens intromelodi, lägg märke till att den är från avsnittet "Cape Feare". Enda skillnaden är Lisas saxofonsolo. När avsnittet repriserats har även soffskämtet ändrats; när det sändes för första gången bestod det av skämtet där hela vardagsrummet förvandlas till en cirkus, alltså den version som är med på detta album, men i senare visningar har det ändrats till skämtet där exakta kopior av Simpsonfamiljen sitter i soffan. "Originalintrot" har dock använts i de senare avsnitten "Monty Can't Buy Me Love", "Simpsons Safari" och "The Bart Wants What It Wants".

## Låtlista
1. "The Simpsons Main Title Theme" (av Danny Elfman)
2. "We Do" (The Stonecutters Song) - från avsnittet "Homer the Great"
Introduktion av Marge & Homer
The Stonecutters
3. "Dancin' Homer" (Medley) - från avsnittet "Dancin' Homer"
  - Crosstown Bridge - The Simpsons  – 0:10
  - Capitol City

The Simpsons
Tony Bennett
4. "Homer & Apu" (Medley) - från avsnittet "Homer and Apu"
  - Who Needs the Kwik-E-Mart?

Introduktion av Lisa
The Simpsons
Apu
  - Who Needs the Kwik-E-Mart? (Repris)

Introduktion av Homer & Marge
Homer
Apu
5. "Round Springfield" (Medley) - från avsnittet "'Round Springfield"
  - Bleeding Gums Blues

Lisa & DJ introduction
Bleeding Gums Murphy
Lisa
Altsaxofonsolo av Dan Higgins
  - A Four-Headed King

Bleeding Gums Murphy
Lisa
Cast
  - There She Sits, Brokenhearted

Bleeding Gums Murphy
Lisa
  - Jazzman (av Carole King och David Palmer)

Bleeding Gums Murphy
Lisa
Altsaxofonsolo av Dan Higgins
Baritonsaxophonesolo av Terry Harrington
6. "Oh, Streetcar!" (The Musical) - från avsnittet "A Streetcar Named Marge"
  - White-Hot Grease Fires (Prolog)

Regissören (Jon Lovitz)
Skådespelarna
  - Long Before the Superdome

Clancy Wiggum
  - New Orleans

Skådespelarna
  - I Thought My Life Would Be a Mardi Gras

Introduktion Marge & Cast
Marge
Apu
  - I Am Just a Simple Paper Boy

Apu
  - Stella

Ned Flanders
  - She Flies

(instrumental)
  - The Kindness of Strangers

Marge
Cast
7. "Jingle Bells" (av James Pierpont) - från avsnittet "$pringfield (Or, How I Learned to Stop Worrying and Love Legalized Gambling)"
Robert Goulet
Bart
Smithers
Mr. Burns
Nelson
8. "$pringfield" (Medley) - från avsnittet "$pringfield (Or, How I Learned to Stop Worrying and Love Legalized Gambling)"
  - The Simpsons End Credits Theme ("Big Band Las Vegas" Version)
  - Gracie Films Logo (Vegasversion med spelautomatsljud i slutet)
9. "Itchy & Scratchy Main Title Theme" (av Robert Israel & Sam Simon) - från avsnittet "Itchy & Scratchy & Marge"
10. "Itchy & Scratchy End Credits Theme" - från avsnittet "The Front"
11. "The Day the Violence Died" (Medley) - från avsnittet "The Day the Violence Died"
  - Not Jazz Chor, but Sad Chor"

Krusty the Clown
  - The Amendment Song (av John Swartzwelder)

Jack Sheldon med Kid
Bart
Lisa
Cast
12. "Señor Burns" - från avsnittet "Who Shot Mr. Burns? (Part Two)"
Tito Puente & His Latin Jazz Ensemble
13. "The Simpsons End Credits Theme" ("Afro-Cuban" Version) - från avsnittet "Who Shot Mr. Burns?" (Part Two)
Tito Puente & His Latin Jazz Ensemble  – 0:47
14. "Your Wife Don't Understand You" - från avsnittet "Colonel Homer"
Introduktion av annonsör & skådespelare
Lurleen (Beverly D'Angelo)
Homer
15. "Kamp Krusty" (Medley) - från avsnittet "Kamp Krusty"
  - South of the Border" (av Jimmy Kennedy och Michael Carr)

Introduktion av Bart & Krusty
Gene Merlino
  - Gracie Films Logo (Mexikanska versionen med "Ole!" i slutet)
16. "The Simpsons End Credits Theme" ("Australiensiska" versionen) - från avsnittet "Bart vs. Australia"
17. "The Simpsons End Credits Theme" ("Hill Street Blues" Version) - från avsnittet "The Springfield Connection"
18. "The Simpsons End Credits Theme" ("It's a Mad, Mad, Mad, Mad World" Version) - från avsnittet "Homer the Vigilante"
19. "Treehouse of Horror V" (Medley) - från avsnittet "Treehouse of Horror V"
  - Controlling the Transmission (Prolog)

Bart
Homer
  - The Simpsons Halloween Special Main Title Theme
20. "Honey Roasted Peanuts" - från avsnittet "Boy-Scoutz N the Hood"
Homer
Marge
21. "Boy Scoutz N the Hood" (Medley) - från avsnittet "Boy-Scoutz N The Hood"
  - Saved by the Bell

Apu
Milhouse
Bart
  - Jackpot

Milhouse
Bart
  - Springfield, Springfield (Parts 1 & 2)

Bart
Milhouse
Cast
  - Remember This?

Bart
Lisa
  - Another Edwardian Morning

Bart
Marge
Homer
22. "Two Dozen and One Greyhounds" (Medley) - från avsnittet "Two Dozen and One Greyhounds"
  - The Pick of the Litter

Mr. Burns
Lisa
  - See My Vest

Introduktion av Smithers
Mr. Burns
Maid
Lisa
Bart
23. "Eye on Springfield" Theme - från avsnittet "Flaming Moe's"
Introduktion av Kent Brockman
Homer
24. "Flaming Moe's" - från avsnittet "Flaming Moe's"
Kipp Lennon
Övriga medverkande
25. "Homer's Barbershop Quartet" (Medley) - från avsnittet "Homer's Barbershop Quartet"
  - One Last Call (av Les Applegate)

Principal Skinner
Apu
  - Baby on Board

The Be Sharps
Övriga medverkande
26. "TV Sucks!" - a dialog från avsnittet "Itchy & Scratchy: The Movie"
Homer
Bart
27. "A Fish Called Selma" (Medley) - från avsnittet "A Fish Called Selma"
  - Troy Chic

Agent MacArthur Parker (Jeff Goldblum)
Troy McClure
  - Stop the Planet of the Apes
  - Dr. Zaius

Troy McClure
Bart
Homer
Cast
  - Chimpan-A to Chimpan-Z

Troy McClure
Övriga medverkande
28. Send in the Clowns (av Stephen Sondheim) - från avsnittet "Krusty Gets Kancelled"
Introduktion av presentatören
Krusty the Clown
Sideshow Mel
29. "The Monorail Song" - från avsnittet "Marge vs. the Monorail"
Lyle Lanley
Övriga medverkande
30. "In Search of an Out of Body Vibe" - en dialog från avsnittet "Lady Bouvier's Lover"
Abraham Simpson
Mrs. Bouvier
31. "Cool" - från avsnittet "Lady Bouvier's Lover"
Homer
Abraham Simpson
32. "Bagged Me a Homer" (av Beverly D'Angelo) - från avsnittet "Colonel Homer"
Lurleen (Beverly D'Angelo)
Recording Studio Guy
Homer
Marge
Baritonsaxofonsolo av Terry Harrington
Munspelssolo av Tommy Morgan
33. "It Was a Very Good Beer" (av Ervin Drake) - från avsnittet "Duffless"
Homer
34. "Bart Sells His Soul" (Medley) - från avsnittet "Bart Sells His Soul"
  - From God's Brain to Your Mouth

Bart
  - In-A-Gadda-Da-Vida (av Doug Ingle)

Timothy Lovejoy
Bart
Milhouse
Homer
Övriga medverkande
35. "Happy Birthday, Lisa" (av Michael Jackson) - från avsnittet "Stark Raving Dad"
Introduktion av Lisa & Bart
Leon Kompowski (Kipp Lennon)
Bart
Lisa
36. "The Simpsons Halloween Special End Credits Theme" ("The Addams Family" Version) - från avsnittet "Treehouse of Horror IV"
37. "Who Shot Mr. Burns?" (Part One) (Medley) - från avsnittet "Who Shot Mr. Burns?" (Part One)
  - Who Dunnit?
  - The Simpsons End Credits Theme ("JFK" Version)
38. "Lisa's Wedding" (Medley) - från avsnittet "Lisa's Wedding"
  - The Simpsons End Credits Theme" ("Renaissance" Version)
  - Gracie Films Logo ("Renaissance" Version)
39. "The Simpsons End Credits Theme" ("Dragnet" Version) - från avsnittet "Marge on the Lam"